# Eliana Capdevila
Eliana Yamila Capdevila (La Falda, Córdoba, Argentina, 23 de septiembre de 1994) es una futbolista argentina. Juega como mediocampista o delantera en Talleres de la Primera División A.
Es una de las mayores goleadoras históricas del club cordobés y la máxima goleadora de la institución en torneos nacionales.
Además, es profesora de Educación Física, guardavidas e instructora de fitness acuático.

## Trayectoria
Capdevila nació en La Falda, pero comenzó a jugar al fútbol en Villa Giardino con sus hermanos. Rápidamente dio el salto al fútbol amateur en la Liga de Punilla, a los 12 años. Debutó con la camiseta de Villas Unidas, anotando el empate ante el clásico contra Sportivo Huerta Grande, por el torneo masculino de inferiores, ya que el reglamento no prohibía a las mujeres jugar estos partidos. Fue la primera mujer en jugar en la Liga de Punilla.
Su primer club en Córdoba fue Escuela Presidente Roca, donde jugó su primer partido de fútbol femenino de mayores en 2013. Al año siguiente, pasó a Racing, donde jugó varios años y luego fue a Carlos Paz para jugar en Independiente y en Los Pittys.
Tuvo su paso al fútbol nacional en Talleres, en el año 2023, cuando el "Matador" la convocó para jugar en la Primera División B. Fue la goleadora del equipo en esa temporada, donde fueron finalistas de la Fase Ascenso pero no pudieron ascender.
Se adaptó rápidamente y se convirtió en una de las máximas goleadoras de la institución cordobesa. Ante Lima, marcó seis goles para el triunfo 11 a 0 de Las Matadoras. Logró el ascenso a Primera División en 2024, temporada en la que además fue la máxima anotadora del torneo de Primera B. Ese año fue nominada a "Deportista cordobesa del año", distición que otorga La Voz del Interior, en la categoría "Fútbol", terna que compartió con Maximiliano Espinillo, Cuti Romero y Julián Álvarez.
En 2025, fue parte del grupo de 16 futbolistas que firmaron su primer contrato profesional con el club, por primera vez en la historia de Talleres.

## Clubes
| Club                    | País      | Año             |
| ----------------------- | --------- | --------------- |
| Escuela Presidente Roca | Argentina | 2013            |
| Racing (C)              | Argentina | 2014 - 2017     |
| Independiente (CP)      | Argentina | 2018 - 2019     |
| Los Pittys              | Argentina | 2019 - 2022     |
| Talleres                | Argentina | 2023 - presente |